# FémAlk Zrt.
A FémAlk Zrt. (teljes nevén:  FÉMALK Fémöntészeti és Alkatrészgyártó Zártkörű Részvénytársaság) 1993-ban alapított magyar tulajdonú nehézipari cég. Azóta az egyik legnagyobb magyar magántulajdonban lévő nyomásos alumíniumöntödévé vált. Három telephelyen és több, mint 1000 alkalmazottal van jelen  a magyar autóiparban. Fő tevékenysége a nyomásos alumíniumöntés, de foglalkozik még előfejlesztéssel, öntőszerszámok tervezésével , felületkezeléssel, megmunkálással és szereléssel is.
Partnerei között szerepelnek  az Audi, a BMW és a Bentley is.

## Telephelyei
1211 Budapest, Öntöde u. 2-12. (Csepel művek)
2336 Dunavarsány, Neumann János u. 3. 2336  (Dunavarsány Ipari Park)
3935 Erdőhorváti Üzem 805/2

## Története
A társaság gyökerei 1989. július 15-re nyúlnak vissza, ekkor alakult ugyanis az első FÉMALK nevet viselő vállalkozás, amelynek jogutódja – társasági formaváltásokat követően – a FÉMALK Zrt. Kezdetben több magántulajdonossal működött a társaság, jelenleg Dr. Sándor József a FÉMALK Zrt. meghatározó tulajdonosa.

## Tevékenysége

### Öntészet

#### Öntés
Fő tevékenysége a nyomásos alumíniumöntés. 
Két telephelyén több mint 40 db öntőgéppel rendelkezik, amelyek mérete a 250t záróerőtől az 1000t záróerőig terjed.  Az öntőgépek 95%-a úgynevezett öntőcella. 

#### Olvasztás
Az öntéshez szükséges olvadékot a cég helyben állítja elő. Ezek között az alábbi öt alapanyag szerepel:
·       EN AB-46000 (AlSi9Cu3(Fe))
·       EN AB-44300 (AlSi12(Fe))
·       EN AB-47100 (AlSi12Cu1(Fe))
·       EN AB-51500 (AlMg5Si2Mn)
·       Silafont-36 (AlSi9MgMn)

### Megmunkálás és összeszerelés
Az öntészeten túl az alábbi folyamatokat is végeznek a legyártott alkatrészeken a cég megmunkálóüzeme:
- Menetes acélelemek bepréselése
- Peremezés
- Sorjátlanítás (koptatás, szemcseszórás)
- CNC megmunkálás (marás, fúrás, menetfúrás, menetformázás, esztergálás)
- Speciális célmegmunkálások
- Helicoil-betét szerelés
- Hőkezelés
- Forgácsoló eljárások
- Szerelési és peremezési folyamatok
- Felületkezelő eljárások
- Prototípus gyártás

## Tanúsítványok
A vállalat működése az alábbi szabványokat adaptálva került kialakításra:
- IATF 16949: 2016
- ISO 19001: 2015
- ISO 14001 :2015
- ISO 50001: 2018
- ISO 45001: 2018

## Díjai, elismerései
2012-ben Sándor József, a FémAlk Zrt. ügyvezetője Az év üzletembere díjban részesült.